# II Brigada Blindada

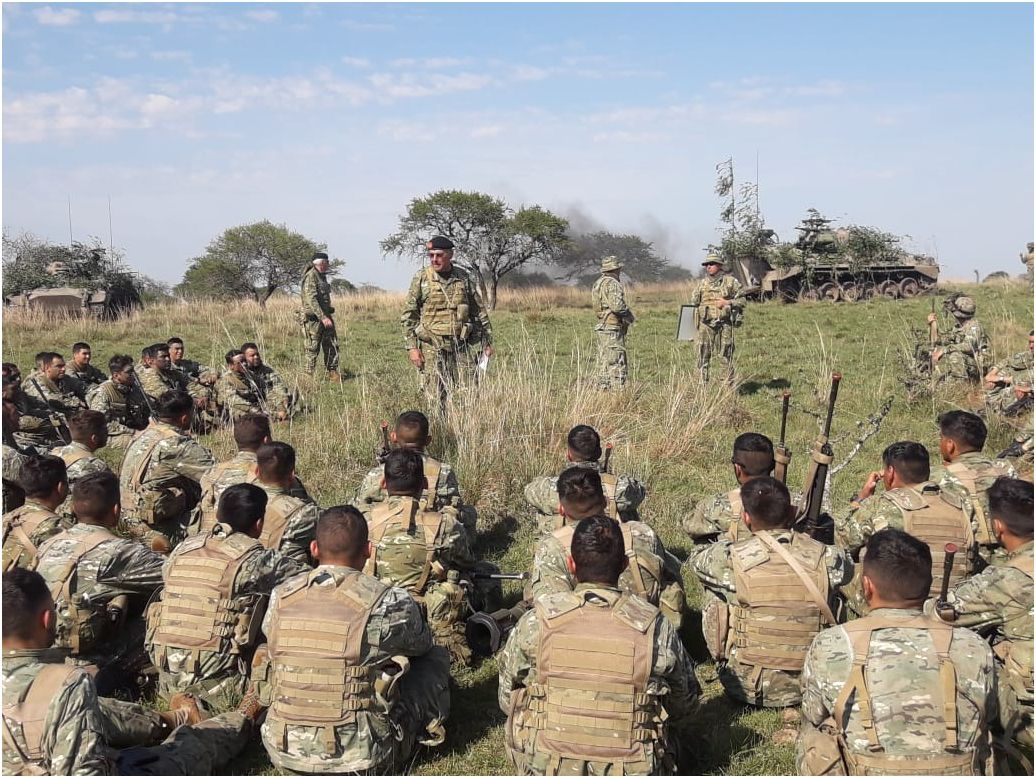
Ejercicio Timbú, 2019.

La II Brigada Blindada «General Justo José de Urquiza» (Br Bl II) es una gran unidad de combate del Ejército Argentino, con comando en la guarnición de Paraná y unidades en la provincia de Entre Ríos, encuadrada en la 1.ª División de Ejército.

## Historia
En 1964 el comando en jefe resolvió una reorganización del ejército en cuerpos y brigadas. La 2.ª División de Caballería Blindada de Concordia fue desactivada y refundida. Así, el 16 de noviembre de 1964 fue creada la II Brigada de Caballería Blindada con comando en Paraná, unidades en Concordia, Chajarí, Villaguay, Rosario del Tala y Gualeguaychú; y anexada al Segundo Cuerpo de Ejército de Rosario. El comando ocupó las instalaciones de la ex 3.ª División de Ejército.
Su primer comandante fue el general de brigada Gustavo Adolfo Martínez Zuviría (más adelante general de división).
La II Brigada, que permanecía como caballería montada, despidió su ganado en una gran formación militar a inicios de 1968, quedando a pie. En el mismo año adoptó una dotación de material blindado compuesto por tanques M4 Sherman con cañón de 105 mm, semioruga M3 y M9, vehículos Universal Carrier T16 y cañones de 105 mm autopropulsados M7 Priest, todo proveniente de la I Brigada de Tandil, donde la tropa comenzaba a recibir los tanques AMX-13 adquiridos con el Plan Europa. El blindado M113 norteamericano también comenzaba a dotar las unidades. Así, el 24 de enero de 1969 completó su transformación en gran unidad blindada, denominándose II Brigada de Caballería Blindada.
El personal de caballería destinado en unidades de la II Brigada de Caballería Blindada participó en el Conflicto del Atlántico Sur en 1982. El Regimiento de Infantería 5 -por entonces unidad de la III Brigada de Infantería- estuvo desplegado en Port Howard, isla Gran Malvina.
En los años noventa y en el marco de una reestructuración importante del EA, se le asignó una unidad de Infantería a las brigadas blindadas. El Regimiento de Infantería 5 de Paso de los Libres quedó encuadrado en la II Brigada, y fue trasladado a la guarnición militar de Villaguay (junto con el Regimiento de Caballería de Tanques 1). Fue mecanizado y denominado en lo sucesivo Regimiento de Infantería Mecanizado 5.
El 30 de marzo de 2001, la superioridad impuso el nombre "General Justo José de Urquiza", en evocación al gobernador y capitán general de la provincia de Entre Ríos.

### Represión militar
Durante el terrorismo de Estado en Argentina en las décadas de 1970 y 1980 el Comando de la II Brigada de Caballería Blindada ejerció la conducción de la Jefatura de la Subzona 22. La Subzona 22 comprendía la provincia de Entre Ríos, excepto los departamentos bajo la jurisdicción de la Subzona 21.

### Pandemia de coronavirus de 2019-2020
En el año 2020, se desató una pandemia de enfermedad por coronavirus de 2020 en Argentina. El Ejército Argentino creó 14 comandos conjuntos de zonas de emergencia y 10 fuerzas de tarea para proporcionar ayuda humanitaria. La II Brigada Blindada asumió el Comando Conjunto de la Zona de Emergencia Entre Ríos y Santa Fe (CCZE-ER-SF).

## Organización
A continuación, los elementos pertenecientes a la IIda Brigada Blindada.
- Comando de la II Brigada Blindada «General Justo José de Urquiza» (Cdo Br Bl II). Guar Ej Paraná (ER).[19][20]
  - Regimiento de Infantería Mecanizado 5 «General Félix de Olazábal» (RI Mec 5). Guar Ej Villaguay (ER).[nota 1]
  - Regimiento de Caballería de Tanques 1 «Coronel Brandsen» (RC Tan 1). Guar Ej Villaguay (ER).
  - Regimiento de Caballería de Tanques 6 «Blandengues» (RC Tan 6). Cu Ej Concordia (ER).[nota 2]
  - Regimiento de Caballería de Tanques 7 «Coraceros Coronel Ramón Estomba» (RC Tan 7). Cu Ej Chajarí (ER).
  - Escuadrón de Exploración de Caballería Blindado 2 «Dragones Coronel Zelaya» (Esc Expl C Bl 2). Cu Ej Gualeguaychú (ER).[nota 3]
  - Grupo de Artillería Blindado 2 «Mariscal Francisco Solano López» (GA Bl 2). Cu Ej Rosario del Tala (ER).
  - Batallón de Ingenieros Blindado 2 «General José Francisco Ramírez» (B Ing Bl 2). Cu Ej Concepción del Uruguay (ER).
  - Escuadrón de Comunicaciones Blindado 2 (Esc Com Bl 2). Guar Ej Paraná (ER).[nota 4]
  - Escuadrón de Inteligencia Blindado 2 (Esc Icia Bl 2). Guar Ej Santa Fe (SF).
  - Base de Apoyo Logístico «Paraná» (BAL Paraná). Guar Ej Paraná (ER).[nota 5]
  - Destacamento Adelantado Monte Caseros «Duque de Caxias» (Dest Adel Monte Caseros, DAMC) Guar Ej Monte Caseros (CR).[nota 6]